# Hippotion hateleyi
Hippotion hateleyi är en fjärilsart som beskrevs av Holloway 1990. Hippotion hateleyi ingår i släktet Hippotion och familjen svärmare. Inga underarter finns listade i Catalogue of Life.